# Le Livre d'or de la science-fiction : Raphael Lafferty
Le Livre d'or de la science-fiction : Raphael Lafferty est une anthologie, publiée en juin 1984 en France, composée de dix-neuf nouvelles de science-fiction consacrées à l'œuvre de Raphael Lafferty. Rassemblées par Patrice Duvic, les nouvelles sont parues entre 1960 (« Les Six Doigts du temps ») et 1980 (« Et tous les cieux sont remplis de poissons »). Dans l'ouvrage, elles sont présentées de manière chronologique.

## Publication
L'anthologie fait partie de la série francophone Le Livre d'or de la science-fiction, consacrée à de nombreux écrivains célèbres ayant écrit des œuvres de science-fiction. Elle ne correspond pas à un recueil déjà paru aux États-Unis ; il s'agit d'un recueil inédit de nouvelles, édité pour le public francophone, et en particulier les lecteurs français.
L'anthologie a été publiée en juin 1984 aux éditions Presses Pocket, collection Science-fiction no 5187  (ISBN 2-266-01444-7).
L'image de couverture a été réalisée par Marcel Laverdet.

## Préface
- Une patte de fer dans une mitaine de velours, préface de Patrice Duvic, p. 7 à 23

## Liste des nouvelles
- Les Six Doigts du temps (The six fingers of time, 1960)
- Aloys (Aloys, 1961)
- La Terreur de sept jours (Seven-Day Terror, 1962)
- Comment elle s'appelle, déjà, cette ville ? (What's the name of that town ?, 1964)
- La Planète des Pani (The Pani planet, 1965)
- Un mardi soir bien calme (Slow tuesday night, 1965)
- Le Temps des invités (Guesting time, 1965)
- Voyage dans une boîte de conserve (Ride in a Tin Can, 1970)
- Histoire d'un crocodile secret (About a secret crocodile, 1970)
- Prisonniers d'une pelure ancienne (Incased in ancient rind, 1971)
- Tout sauf les mots (All but the words, 1971)
- Le Jour où toutes les terres rejailliront (When all the lands pour out again, 1971)
- Il était une fois sur Aranéa (Once on Aranea, 1972)
- Rangle Dang Kaloof (Range Dang Kaloof, 1972)
- La Mère d'Eurema (Eurema's dam, 1972)
- Dorg (Dorg, 1972)
- La Saison de la fièvre cérébrale (Brain fever season, 1977)
- Les Fantômes de Sélénium des années soixante-dix (Selenium ghosts of the eighteenseventies, 1978)
- Et tous les cieux sont remplis de poissons (And all the skies are full of fish, 1980)